# Microliet

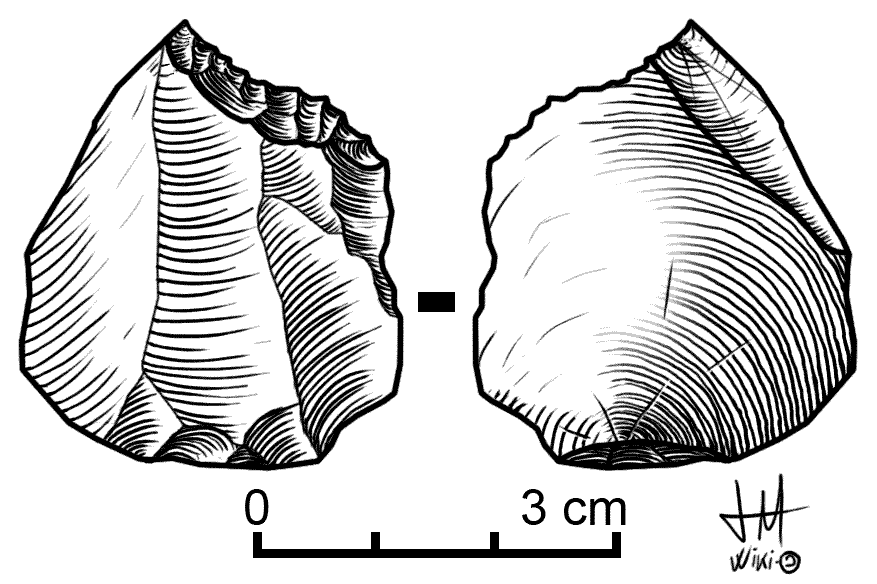
Kerfrest

Een microliet is een stenen werktuig gemaakt van vuursteen dat minder dan 3 cm lang is en minder dan 1 cm breed. De meeste zijn echter nog kleiner. Ze werden gemaakt van kleine stenen of door de punt van een langere kling beheerst af te breken. In dat laatste geval ontstaat een typisch afvalproduct, de kerfrest.
Aanvankelijk werden ze vooral gevonden op vindplaatsen uit het mesolithicum, zodat ze een poos als typisch mesolithische werktuigen werden beschouwd, uit latere vondsten bleek dat ze al tijdens het paleolithicum in gebruik waren en ook tijdens het neolithicum werden ze gemaakt. 

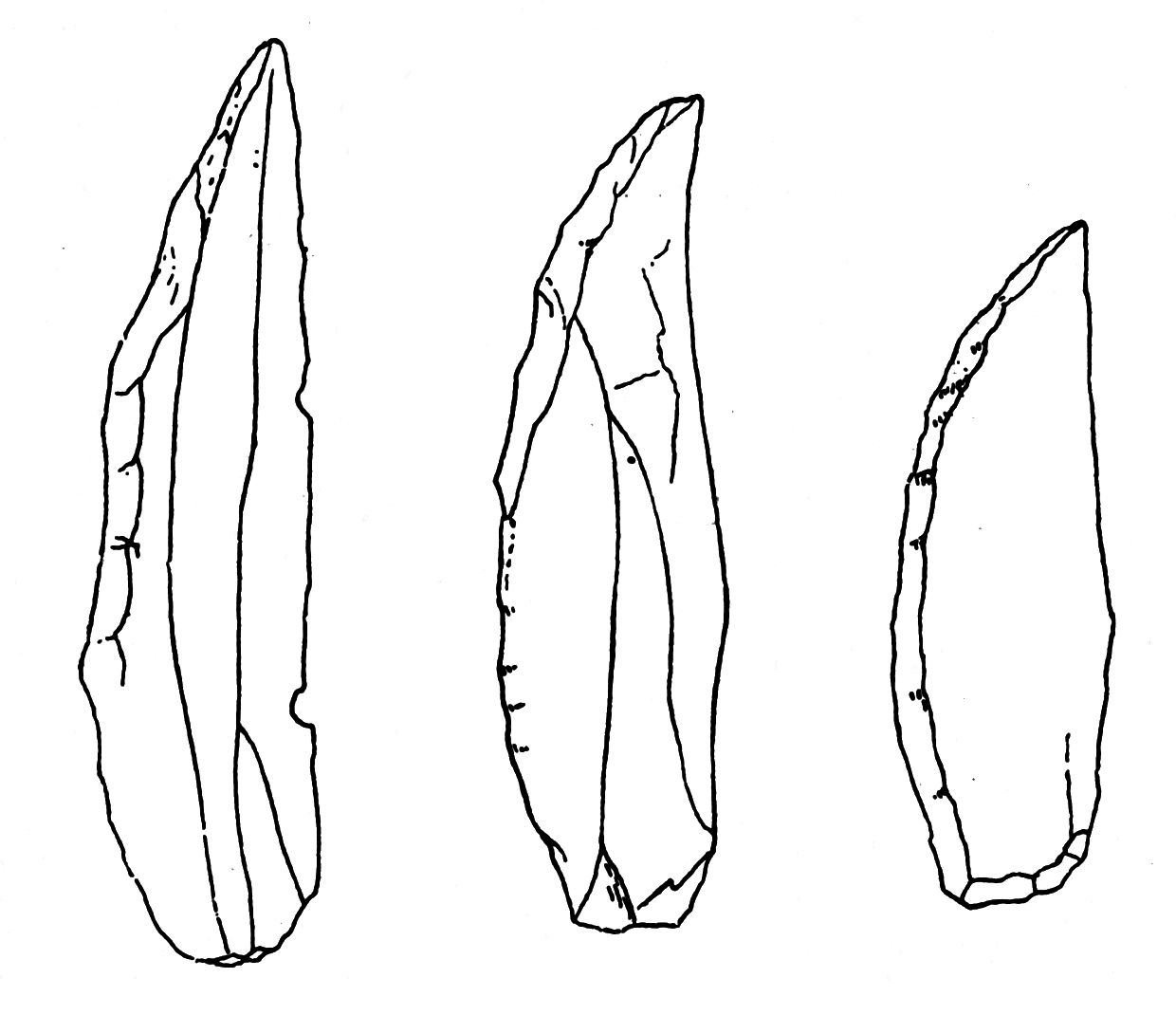
Châtelperronienspitsen
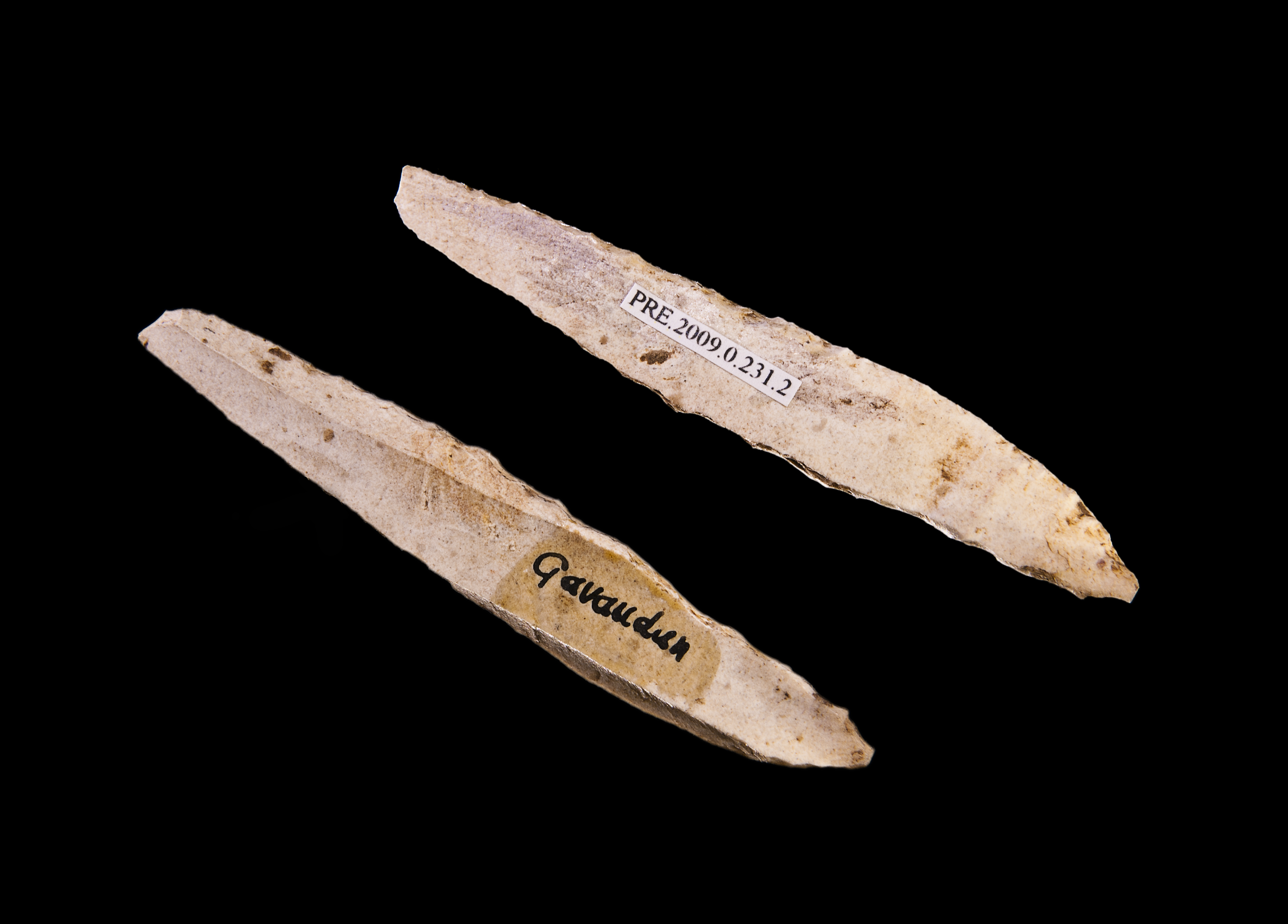
Microgravette
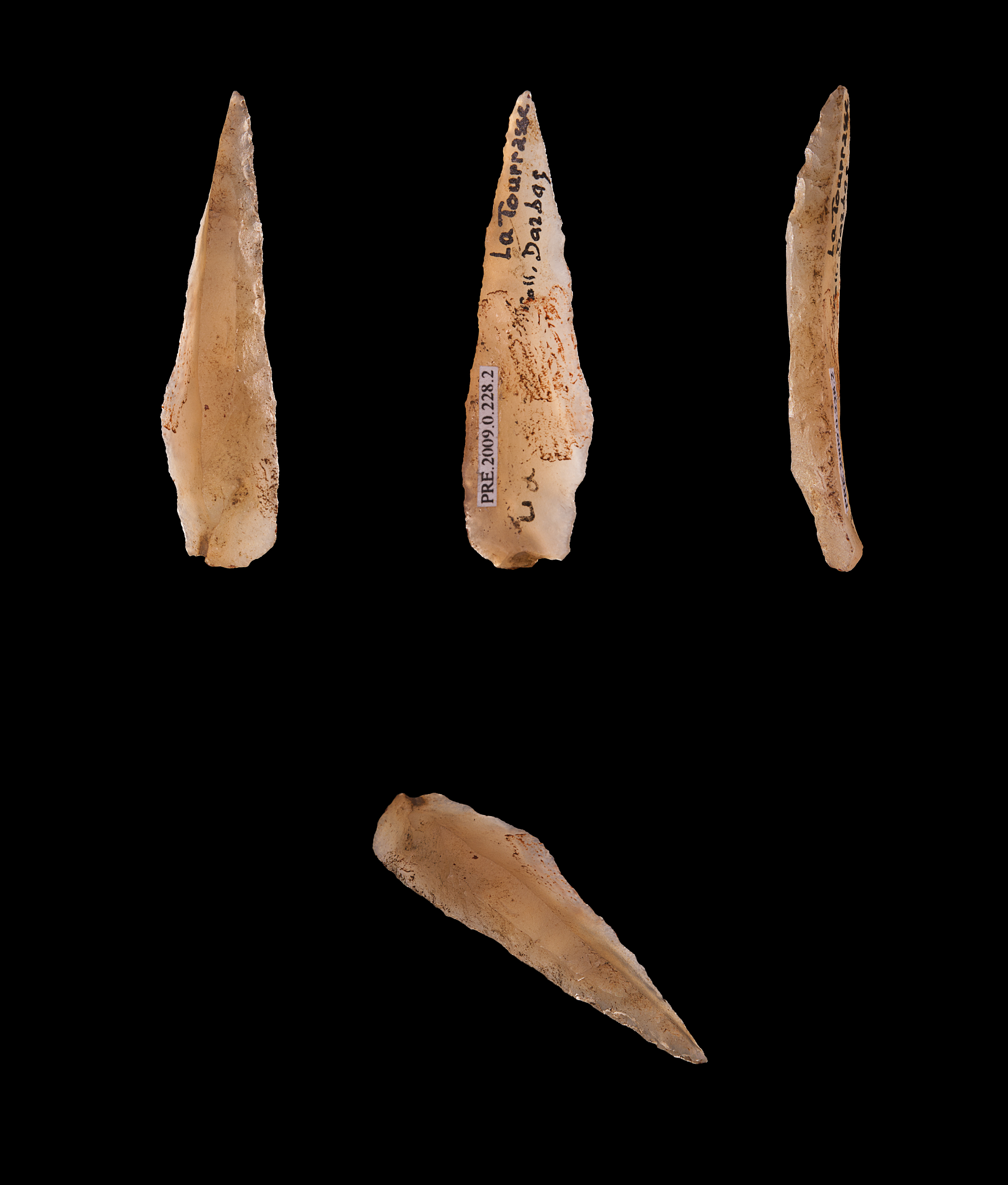
Azilienspits
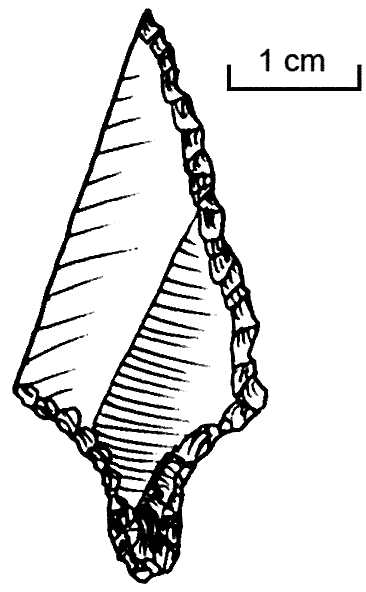
Ahrensburgspits
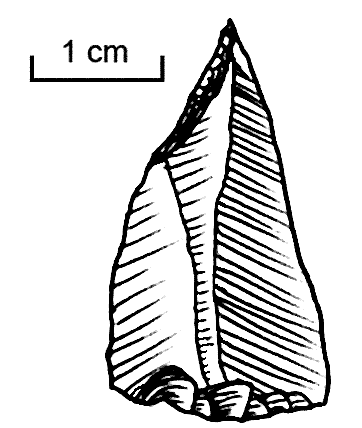
El-Emirehspits
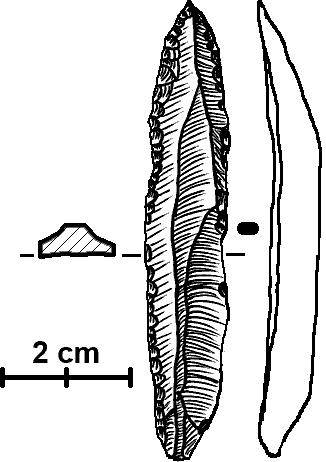
El-Wadspits
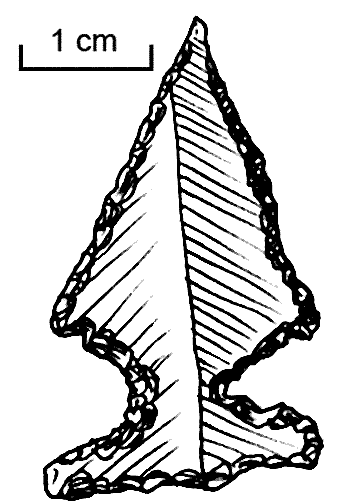
El-Khiamspits
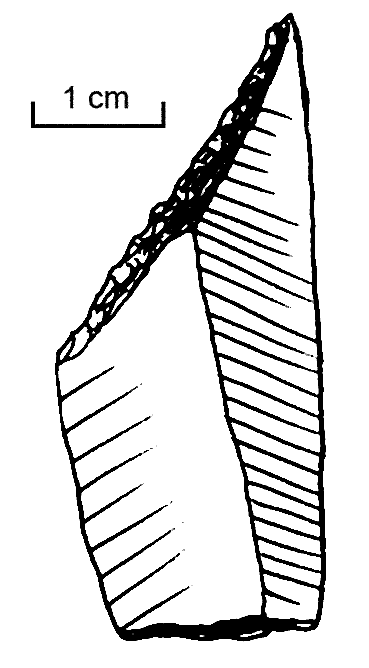
Adelaidespits (Australië)